# Chiapa de Corzo
Chiapa de Corzo är en ort i Mexiko.   Den ligger i kommunen Chiapa de Corzo och delstaten Chiapas, i den sydöstra delen av landet, 700 km öster om huvudstaden Mexico City. Chiapa de Corzo ligger 429 meter över havet och antalet invånare är 32 182.
Terrängen runt Chiapa de Corzo är varierad. Runt Chiapa de Corzo är det ganska tätbefolkat, med 58 invånare per kvadratkilometer. Närmaste större samhälle är Tuxtla Gutiérrez, 12,2 km nordväst om Chiapa de Corzo. Omgivningarna runt Chiapa de Corzo är en mosaik av jordbruksmark och naturlig växtlighet.